# بيل دوسن
بيل دوسن (بالإنجليزية: William Charles Dawson)‏ هو شخصية أعمال أمريكي، ولد في 16 مارس 1958.